# Archibald Glenn
Archibald A. Glenn (* 30. Januar 1819 in Kentucky; † 1901 in Kansas) war ein US-amerikanischer Politiker. Zwischen 1875 und 1877 war er kommissarischer Vizegouverneur des Bundesstaates Illinois.

## Werdegang
Im Jahr 1831 kam Archibald Glenn mit seinen Eltern nach Cooperstown in Illinois. Später war er für einige Zeit als Lehrer tätig, ehe er ein privater Geschäftsmann wurde. Zwölf Jahre lang war er bei der Verwaltung des Bezirksgerichts im Brown County angestellt. Politisch schloss er sich der Demokratischen Partei an. 1862 nahm er als Delegierter an einem Verfassungskonvent seines Staates teil. Er wurde in den Senat von Illinois gewählt und übernahm im Jahr 1875 dessen Vorsitz.
Bereits seit 1873 war das Amt des Vizegouverneurs verwaist, nachdem der damalige Amtsinhaber John Lourie Beveridge als Nachfolger von Richard James Oglesby in das Amt des Gouverneurs aufgerückt war. Verfassungsgemäß übernahm 1873 der damalige Senatspräsident John Early kommissarisch die Funktion des Vizegouverneurs. Zur Halbzeit der vierjährigen Amtszeit im Jahr 1875 wechselte der Senatsvorsitz zu Archibald Glenn, der damit am 8. Januar 1875 auch das Amt des kommissarischen Vizegouverneurs von Illinois übernahm und bis zum 8. Januar 1877 ausübte.
Nach dem Ende seiner Zeit als Vizegouverneur ist Glenn politisch nicht mehr in Erscheinung getreten. Er starb im Jahr 1901 in Kansas und wurde in Ripley (Illinois) beigesetzt.